# Nicolae Iliescu (scriitor)
Nicolae Iliescu (n. 7 februarie 1956, București, România – d. 26 aprilie 2024) a fost un scriitor și publicist român. A absolvit Facultatea de Limba și Literatura Română a Universității din București. Este doctor în filologie al Universității din București.
A fost membru al cenaclului „Junimea“, condus de Ovid S. Crohmălniceanu și al „Cenaclului de Luni“, condus de Nicolae Manolescu. A fost profesor, funcționar cultural în cadrul Uniunii Scriitorilor, corector, redactor în presa literară, purtător de cuvânt al Ministrului Culturii (Marin Sorescu, 1994-1995), cercetător științific, profesor asociat, realizator de emisiuni tv. În perioada aprilie 2013 - ianuarie 2014 a fost detașat pe postul de director general al Bibliotecii Metropolitane din București. Autorul a fost secretar științific doctor al Secției de Filologie și Literatură din cadrul Academiei Române (președintele Secției, acad. Eugen Simion) și s-a ocupat ca redactor responsabil pentru editarea Anuarului și a Analelor Academiei Române. Este membru al Uniunii Scriitorilor din România din anul 1990 și membru fondator al Asociației Scriitorilor Profesioniști din România, ASPRO. Între anii 2004 și 2008 a făcut parte din Consiliul Uniunii Scriitorilor iar între 2009 și 2013 din conducerea Filialei de proză a acesteia. A fost redactor șef al revistei "Literatorul", seria nouă, fondată în 1991 de către Marin Sorescu - între 2010 și 2017. Din 2019 s-a transferat în cadrul Editurii Academiei Române.

## Volume publicate
A debutat în presă cu o schiță, "Fuga", în revista clujeană "Tribuna" în 1978 ( condusă de D.R. Popescu ), iar editorial în 1983, cu volumul de proză scurtă „Departe, pe jos...“. În paralel, tot în 1978, a debutat în revista "Amfiteatru" cu o recenzie la volumul "Pasărea și umbra", de Sorin Titel. 
A mai publicat volumele: „Dus-întors“ (1988); „Discheta de demaraj“ (1995); „Distribuția a fost următoarea“ (1995), "Depășirea interzisă", "Abatorul de vise" (2001), "Natură moartă cu viață în zig-zag" (2002), "Completarea însușimii mele" (2003), "Mezanin", "Scaunul catodic" (2004), "Diacritice" (2005), "De la Nicolae Filimon la Dinu Păturică" (2006), "Privește dincolo de tine" (2010), "Masca și oglinda" (2014), "Cronica ale(r)gătorului" (2015), ”Mareea invizibilă sau Ora de gheață” (2019), „Razne și prisosuri” (2022). Împreună cu prozatorul George Cușnarencu a publicat romanul „Dodecaedru“ (1991) și volumul "Exilați în amintiri" (2010) , iar împreună cu Mihaela Iliescu  volumele „Cele șapte minuni ale lumii“ (1998) și "Parfumul orașelor" (2004).  
Cu proze scurte în antologiile „Desant '83“ (1983; ediția a II-a, Editura Paralela 45, 2000), „Generația '80 în proza scurtă“ (Editura Paralela 45, 1998) și în secțiunea antologică a volumului „Experimentul literar românesc postbelic“ (Editura Paralela 45, 1998). Texte ale sale au fost traduse în limbile germană, franceză, polonă, maghiară, ucraineană. Are o bogată activitate publicistică, susținând rubrici pe mai mulți ani în ziare și reviste ca : "Amfiteatru", "Suplimentul literar-artistic al Tineretului liber", "Contemporanul", "Cronica Română", "Național", "Timpul - 7 zile", "Literatorul", "Arc", "Cotidianul", "România literară", ”Azi”, "Clipa", "Adevărul literar și artistic", "Națiunea", "Caiete critice",”Tribuna”, ”Convorbiri literare”, precum și în publicația on-line ”Adnotări”.

## Premii și distincții
A primit premiul pentru proză „Ion Creangă“ al Academiei Române (1991), premiile de proză și de critică ale Asociațiilor Scriitorilor din Cluj-Napoca și București (în 1995, respectiv în 2007), Premiul Național "Marin Sorescu" (2003), premii ale revistelor "Tribuna", ”Convorbiri literare”, "Amfiteatru", "Moftul Român" etc. Este decorat cu Ordinul "Pentru Merit", în grad de cavaler, în 2004, de președintele Ion Iliescu.